# Batman: The Brave and the Bold
Batman: The Brave and the Bold (conocida en Hispanoamérica como Batman, el valiente y en España como El intrépido Batman) es una serie de televisión animada estadounidense, basada en parte en las series "team-up" de DC Comics, The Brave and the Bold. Al igual que la serie original del cómic, cuenta con dos o más superhéroes que se unen para resolver un crimen o detener a un super villano, siendo Batman el héroe principal de cada aventura.
La serie se estrenó por Cartoon Network el 14 de noviembre del 2008 en los Estados Unidos, y el 4 de abril del 2009 en Latinoamérica. El primer episodio marca la primera aparición del nuevo logo de Warner Bros. Animation, presentando a la mascota de la compañía, Bugs Bunny animado como al estilo de los años 1940.

## Argumento y descripción general
Cada episodio muestra al personaje de Batman asociándose con otros personajes del Universo DC para frustrar los planes de un villano o resolver crímenes. Comienza con una pequeña introducción (en la que Batman se asocia con uno o más de los héroes de la historia principal). El programa no tiene historia general, son más bien episodios independientes. 
Uno de los principales villanos es el Joker que juega un papel importante en la parte dos del episodio del universo paralelo titulado "Deep Cover for Batman!" en el que trabaja en equipo Batman en contra de la versión alternativa de este, el villano Owlman.
El programa muestra un tono más ligero que las anteriores series de Batman, y frente a otras adaptaciones como Batman: La Serie Animada, supone una visión más irónica y humorística del personaje, asimismo para darle un enfoque ligeramente familiar se rescata la apariencia del batman de Adam West de la icónica serie de los 60s. pero con una tónica similar a series como Teen Titans de 2006 o Justice League de 2008.
Los creadores del programa optaron por mostrar personajes menos conocidos del Universo DC, como Plastic Man o Green Arrow, en lugar de dar protagonismo a personajes más populares como Superman y Wonder woman. Por otro lado, el personaje principal suele aparecer siempre como Batman y su alter ego, el millonario playboy Bruce Wayne, aparece solamente en contadas ocasiones.

## Personajes
La lista de personajes anunciados hasta la fecha (excluyendo a Batman) incluye a:

### Héroes
| - Ambush Bug - Alfred Pennyworth (cameo) - Adam Strange - Robin/Nightwing(se rescata el traje de apariencia setentera con camisa abierta en el pecho) - Aquaman y Aqualad - El Átomo - Varios Batman de dimensiones alternas (vea Elseworlds para detalles) - Batgirl - Bat-Mite - Batwoman - Canario Negro - Orquídea Negra - Escarabajo Azul - Dan Garrett (cameo) - Ted Kord - Jaime Reyes - Booster Gold & Skeets - Tigre de Bronce - Bestia B'wana - Deadman - Stargirl - Superman - Capitán Maravilla - Detective Chimp - Doctor Fate - Hombre Elongado - La Patrulla Condenada - OMAC (Buddy Blank) - Etrigan - Fuego - Tormenta de Fuego - Es la fusión resultante de los dos Tormenta de Fuego: - - Jason Rousch (portador del manto en los cómics) - - Ronnie Raymond (el Tormenta de Fuego original, controlando la conciencia colectiva de Tormenta de Fuego) - Flash - Jay Garrick - Barry Allen - Kid Flash - Flecha Verde & Speedy - Linterna Verde - Guy Gardner - Hal Jordan - Ch'p - Salaak - Mogo - Gnort - Arisia - Kilowog | - La Cazadora - Jonah Hex - Kamandi y el Doctor Canus - Los Outsiders - Relámpago Negro - Katana - Metamorfo - Héroes de Dimensiones Paralelas - Capucha Roja (Joker de dimensión paralela) - Black Manta de dimensión paralela - Cerebro de dimensión paralela - Relojero de dimensión paralela - Doctor Polaris de dimensión paralela - Caballero Fantasma de dimensión paralela - Gorilla Grodd de dimensión paralela - Sinestro de dimensión paralela - Kite Man de dimensión paralela - Merlyn - Plastic Man - Tornado Rojo - Robin - El Lince - Los Freedom Fighters - Tío Sam - El Rayo - Cóndor Negro - Doll Man - Bomba Humana - Dama Fantasma - Tanque Embrujado - Hielo - Fantasma del Espacio - Wong Fei - Mujer Maravilla - Vixen |

### Villanos
| - Archer (cameo) - Baby Face - Black Manta - Black Widow (cameo) - Bookworm (cameo) - Brain - Calendar Man - Catwoman - Cavalier - Chemo - Clock King - Copperhead(cameo) - Despero - Doctor Polaris - Egghead (cameo) - False Face (cameo) - Felix Faust - Fun Haus (basado en el segundo Toyman) - Gentleman Ghost - Gorilla Grodd - Harley Quinn - Sindicato de la Injusticia - Owlman (Batman de Dimensión Paralela) - Blue Bowman (Green Arrow de Dimensión Paralela) - Dyna-Mite (Atom de Dimensión Paralela) - Scarlet Scarab (Blue Beetle de Dimensión Paralela) - Silver Cyclone (Red Tornado de Dimensión Paralela) - Aquaman de Dimensión Paralela - Fire de Dimensión Paralela - Plastic Man de Dimensión Paralela - Wildcat de Dimensión Paralela - B'wana Beast de Dimensión Paralela - Jarvis Kord | - Joker - Kanjar Ro - Kite Man - King Tut (cameo) - Louie the Lilac (cameo) - El Espantapájaros (cameo) - Ma Parker (cameo) - Mad Hatter (cameo) - Marsha, Queen of Diamonds (cameo) - Morgaine Le Fey - Music Meister - Ocean Master - Riddler (cameo) - Royal Flush Gang - Shame (cameo) - Sinestro - Siren (cameo) - Slug (based off Sleez) - Sportsmaster - Terrible Trio - Fox - Shark - Vulture - Top - Wotan - Zebra-Man |

## Reparto
- Diedrich Bader - Batman,[4] Kilowog, Ace, Owlman
- Edoardo Ballerini - Vulture, Jack
- Dee Bradley Baker - Clock King, Etrigan, Felix Faust, Brain,[5] Chemo[6]
- Jeff Bennett - Joker, Red Hood[7]
- Xander Berkeley - Sinestro[5]
- Corey Burton - Red Tornado, Silver Cyclone, Thomas Wayne
- Grey DeLisle - Fire
- John DiMaggio - Aquaman, Gorilla Grodd
- Sean Donnellan - Elongated Man[6]
- Greg Ellis[1] - Gentleman Ghost, Doctor Fate, Cavalier
- R. Lee Ermey - Wildcat
- Will Friedle - Blue Beetle/Jaime Reyes, Scarlet Scarab
- Zachary Gordon[1] - Robin, Young Bruce Wayne
- Mikey Kelley - Kamandi
- Tom Kenny - Plastic Man, Baby Face
- Lex Lang - Doctor Polaris
- Wallace Langham - Ocean Master
- Loren Lester - Green Lantern/Hal Jordan
- Jason Marsden - Speedy[8]
- Tim Matheson - Jarvis Kord
- David McCallum - Merlin
- Scott Menville - Metamorpho
- Phil Morris - Fox,[5] Jonah Hex
- Pat Musick - Martha Wayne
- Vyvan Pham - Katana
- Jim Piddock - Calendar Man
- Alexander Polinsky - Slug, G'nort
- Kevin Michael Richardson - Black Manta, B'Wana Beast, Despero
- Bumper Robinson - Black Lightning
- Michael Rosenbaum - Deadman[8]
- James Sie - Atom,[9] Dyna-Mite
- Gary Sturgis - Bronze Tiger[8]
- James Arnold Taylor - Blue Bowman, Green Arrow, Green Lantern/Guy Gardner,[8] Wotan
- Kari Wahlgren - Catwoman[10]
- Wil Wheaton - Blue Beetle/Ted Kord[11]
- Gary Anthony Williams - Fun Haus
- Marc Worden - Kanjar Ro
- Tatyana Yassukovich - Morgaine le Fay
- Mae Whitman - Batgirl

## Comic Book
En enero de 2009 se comenzó a publicar el cómic mensual “Batman The Brave And The Bold” que sigue el mismo formato del programa. Cada número termina con la sección "Secret Batfiles" donde se da un breve perfil de los principales héroes y villanos de la historia.

### Reparto Adicional
Algunos de los personajes que aparecen en el cómic y no aparecen en la serie:
- Carapax
  - Batman The Brave and the Bold #1

- Power Girl
  - Batman The Brave and the Bold #1

- Queen of Fables
  - Batman The Brave and the Bold #5[12]

- Rip Hunter
  - Batman The Brave and the Bold #4[13]

- Thinker 
  - Batman The Brave and the Bold #2

- Toyman
  - Batman The Brave and the Bold #2

- Ultra-Humanite
  - Batman The Brave and the Bold #3[14]